# Бардубані
Бардубані (груз. ახალუბანი) — село в Грузії.
За даними перепису населення 2014 року в селі проживає 1113 осіб.